# Isoluoto, Kumo
Isoluoto är en ö i Finland. Den ligger i Kumo älv och i kommunen Kumo i den ekonomiska regionen  Björneborgs ekonomiska region  och landskapet Satakunta, i den sydvästra delen av landet, 180 km nordväst om huvudstaden Helsingfors. Öns area är 0,4 hektar och dess största längd är 210 meter i sydöst-nordvästlig riktning.